# Luigi Lablache
Luigi Lablache (Napoli, 6 dicembre 1794 – Napoli, 23 gennaio 1858) è stato un basso italiano.

## Biografia
Nacque a Napoli da genitori non italiani: il padre francese, il marsigliese Nicolas Lablache lasciò la sua patria nel 1791 per via della Rivoluzione francese (era un conte e commerciava con le Indie Orientali) e nel capoluogo campano sposò la madre, l'irlandese Francesca Bietach, altrimenti nata, secondo la discendente diretta Clarissa Lablache Cheer, a Napoli come Catherine Maria Francesca Bietagh da genitori irlandesi emigrati dapprima in Francia. 
Rimasto orfano di padre in tenera età, Lablache fu cresciuto nella casa della Principessa di Avellino, che nel 1806 fece in modo di farlo entrare al Conservatorio della Pietà dei Turchini, dove studiò violino e contrabbasso.
Tra i suoi compagni di studi va citato il musicista Piero Maroncelli.
Nel teatro del conservatorio esordì nel 1809 nell'opera La contadina bizzarra di Giuseppe Castignace, ma pochi anni dopo fu cacciato dal conservatorio per averlo lasciato senza permesso per andare a suonare il contrabbasso a Salerno.
Le prime sue rappresentazioni avvennero nel modesto Teatro San Carlino di Napoli, in cui si esibiva in tanti personaggi da buffo napoletano. Ben presto i suoi successi su quel piccolo palcoscenico gli fecero giungere le proposte dai teatri d'Italia e d'Europa.

## Carriera
Nel 1812 canta ne La molinara di Valentino Fioravanti al Teatro San Carlo di Napoli.
Dopo aver cantato a Palermo, debutterà alla Scala di Milano nel 1817 nel ruolo di Dandini ne La Cenerentola di Gioachino Rossini. 
Sarà interprete in alcune opere, tra cui: Elisa e Claudio di Saverio Mercadante, L'esule di Granata di Giacomo Meyerbeer (prima assoluta), La dama locandiera ossia L'albergo de' pitocchi di Giuseppe Mosca, La pietra del paragone di Gioachino Rossini, Arrighetto di Carlo Coccia, L'occasione fa il ladro di Rossini, Amleto di Mercadante, Il barbiere di Siviglia di Rossini nel ruolo di Don Bartolo (o di Don Basilio?), e molti altri.

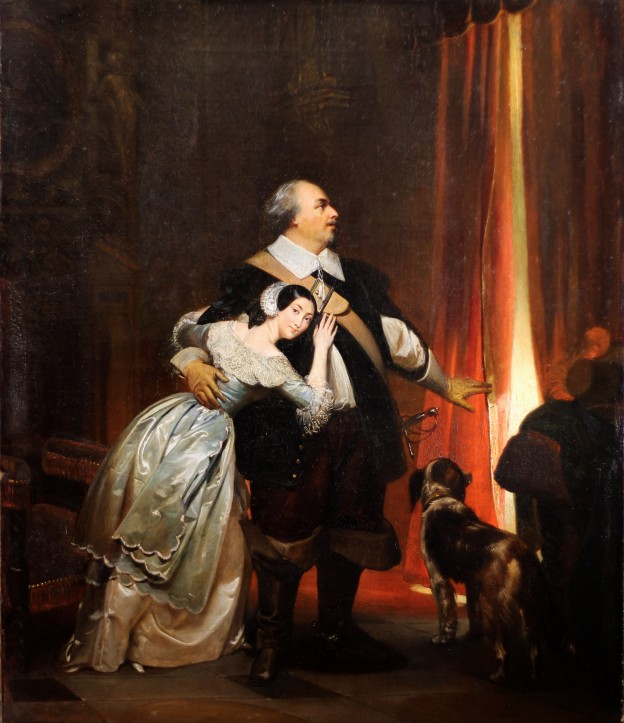
Giulia Grisi (Elvira) e Luigi Lablache (Giorgio) ne I puritani di Bellini al King's Theatre di Londra, nel 1835

Nel 1819 è Uberto in Agnese di Fitz-Henry di Ferdinando Paër con Giuditta Pasta, Marco Bordogni e Filippo Galli (basso) al Théâtre-Italien di Parigi.
Alla Scala nel 1821 canta nelle prime assolute di Aurora o sia Il romanzo all'improvviso di Francesco Morlacchi con Teresa Belloc-Giorgi e Domenico Donzelli e di Elisa e Claudio di Mercadante diretto da Alessandro Rolla, nel 1822 di L'esule di Granata di Giacomo Meyerbeer con Rosmunda Pisaroni ed Adelaide Tosi e di Amleto (Mercadante) con Isabella Fabbrica e nel 1823 di La vestale di Giovanni Pacini. Ancora alla Scala sempre nel 1823 è Creonte in Medea in Corinto (Mayr) ed al Burgtheater di Vienna è Geronimo ne Il matrimonio segreto.
Al Teatro San Carlo nel 1823 è Dandini ne La Cenerentola con Andrea Nozzari e Michele Benedetti (basso), Costanzo nella prima assoluta di Costanzo ed Almeriska di Mercadante con Giovanni David ed Assur in Semiramide (Rossini) con Giovanni Battista Rubini e nel 1824 il protagonista nella prima assoluta di Sansone di Francesco Basili, nel 1825 Priuli in Bianca e Falliero con Giuditta Grisi, canta nelle prime assolute di Amazilia di Pacini, Gl'italici e gl'indiani di Michele Carafa, Sallustio nel grande successo di L'ultimo giorno di Pompei di Pacini, Danao in Ipermestra (Mercadante) ed Osmida in Didone abbandonata (Mercadante) e nel 1826 Mustafà ne La schiava in Bagdad di Pacini con Carolina Ungher, il conte Robinson ne Il matrimonio segreto, Uberto ne La forza del giuramento di Fioravanti, canta nelle prime assolute di Il solitario ed Elodia di Stefano Pavesi, Filippo in Bianca e Gernando, Amur in Elvida di Donizetti con Brigida Lorenzani ed Anfione in Niobe di Pacini ed il protagonista in Alahor in Granata di Donizetti.
Tra le innumerevoli rappresentazioni, nel 1827 cantò nel Requiem di Mozart ai funerali di Beethoven al cimitero di Währing a Vienna ed a Napoli è Leodato ne Gli arabi nelle Gallie di Pacini e Belmonte nell'insuccesso della prima assoluta di Margherita regina d'Inghilterra di Pacini, nel 1828 Murena nel successo della prima assoluta di L'esule di Roma di Donizetti ed alla Scala canta nella prima assoluta di L'orfano della selva di Coccia.
Nel 1829 è Sigismondo nella prima assoluta di Il giovedì grasso di Donizetti con Giovanni Pace al Teatro del Fondo di Napoli cantata anche al San Carlo dove è il protagonista delle prime assolute di Saul di Nicola Vaccai, I fidanzati di Pacini e Zarete ne Il paria di Donizetti, Orosmane nell'insuccesso della prima assoluta di Zaira (Bellini) per l'inaugurazione del Teatro Ducale di Parma dove è anche Assur in Semiramide (Rossini) con Henriette Méric-Lalande e Figaro ne Il barbiere di Siviglia (Rossini) con Domenico Reina ed il protagonista nella prima assoluta di Colombo di Luigi Ricci.
Nel 1830 al San Carlo canta nelle prime assolute di I portoghesi in Goa di Julius Benedict, di I pazzi per progetto di Donizetti con Luigia Boccabadati e Gennaro Luzio, di Il diluvio universale (Donizetti) e della cantata Il ritorno desiderato di Donizetti con Antonio Tamburini, è Lambourne nella ripresa di Elisabetta al castello di Kenilworth di Donizetti e canta ne L'orfano della selva di Coccia ed è Geronimo ne Il matrimonio segreto al His Majesty's Theatre di Londra ed al Théâtre-Italien di Parigi.
Nel 1831 è Enrico VIII in Anna Bolena (opera) con Eugenia Tadolini nel Her Majesty's Theatre ed al Théâtre-Italien dove tiene un concerto con Maria Malibran, Wilhelmine Schröder-Devrient e Rubini.
Nel 1832 è Ilario in Adelaide e Comingio di Fioravanti al Théâtre-Italien ed Enrico VIII in Anna Bolena con Giuseppina Ronzi de Begnis al San Carlo dove è Ircano nelle prime assolute di Sancia di Castiglia di Donizetti e della cantata scenica Il felice imeneo di Pacini.
Nel 1833 canta nelle prime assolute di Pacini di Gli elvezi ovvero Corrado di Tochemburgo, di Irene ossia L'assedio di Messina e nell'insuccesso di Fernando duca di Valenza e la cantata Gli aragonesi a Napoli di Placido Mandanici ed il protagonista di Guglielmo Tell (opera) al San Carlo ed il protagonista in Don Giovanni con la Malibran al Théâtre-Italien.
Nel 1834 al San Carlo è Arnoldo nella prima assoluta di La figlia dell'arciere di Coccia, Daniele Capuzzi in Zampa di Ferdinand Hérold con Fanny Tacchinardi Persiani e Lorenzo Salvi ed Ordamante ne I normanni a Parigi ed al Teatro degli Avvalorati di Livorno Geronimo ne Il matrimonio segreto con Gilbert-Louis Duprez e Figaro ne Il barbiere di Siviglia.
Nel 1835 al Théâtre-Italien è Sir George Walton nel successo della prima assoluta di I puritani con Giulia Grisi cantata anche al Her Majesty's Theatre, il protagonista nella prima assoluta di Marin Faliero (opera) con Enrico Tamberlik portata anche al Royal Opera House, Covent Garden di Londra, Don Giovanni e Belcore ne L'elisir d'amore al San Carlo ed Oroveso in Norma (opera) al Théâtre-Italien.
Nel 1836 canta nell'insuccesso della prima assoluta di I briganti (Mercadante) al Théâtre-Italien ed è Edoardo III nella prima assoluta di L'assedio di Calais con Paul Barroilhet al San Carlo.
Nel 1837 è Lord Gualtiero Valton ne I puritani al San Carlo, Guillaume nella prima assoluta di Malek-Adel di Michele Costa (portata anche nell'Her Majesty's Theatre) ed Ildebrando nella prima assoluta di Ildegonda di Marco Aurelio Mariani al Théâtre-Italien e nel 1838 il protagonista nella prima assoluta di Falstaff di Michael William Balfe diretto da Costa nell'Her Majesty's Theatre.
Nel 1839 è Dulcamara ne L'elisir d'amore ed Alfonso IV in Ines de Castro di Giuseppe Persiani (cantato anche nell'Her Majesty's Theatre nel 1840) al Théâtre italien de Paris e Walter Fürst in Guglielmo Tell nell'Her Majesty's Theatre.
Nel 1842 è Boisfleury in Linda di Chamounix con Loïsa Puget, Marietta Brambilla, Giovanni Matteo De Candia ed il fratello Federico Lablache al Théâtre-Italien.
Nel 1843 è il protagonista della prima assoluta di Don Pasquale al Théâtre-Italien cantato anche nell'Her Majesty's Theatre.
Nel 1847 è Sulpice ne La Fille du régiment con Jenny Lind e Massimiliano Moor nella prima assoluta di I masnadieri (Verdi) diretto dal compositore nell'Her Majesty's Theatre.
Nel 1849 canta il Requiem (Mozart) con Pauline Garcia-Viardot ai funerali di Fryderyk Chopin nella Chiesa della Madeleine di Parigi.
Nel 1850 è Calibano nella prima assoluta di La tempesta di Fromental Halévy diretta da Balfe con Filippo Colini nell'Her Majesty's Theatre cantato anche nel 1851 al Théâtre-Italien dove è il barone Acetosa nella prima assoluta di Le tre nozze di Giulio Eugenio Abramo.
Si esibì regolarmente, fino a tutto il 1856, nelle stagioni operistiche di Parigi e di Londra; fu uno dei pochi cantanti che rimasero fedeli al Lumley e al His Majesty's Theatre, dopo l'apertura del nuovo Covent Garden di Londra, di cui entrò a far parte solo nel 1854.
Fu il primo interprete di Giorgio ne I puritani di Vincenzo Bellini e di Don Pasquale nell'opera omonima di Gaetano Donizetti, ruoli che interpretò per primo anche a Londra. Ancora primo interprete londinese del Podestà nella Linda di Chamounix, di Massimiliano Moor ne I masnadieri di Giuseppe Verdi e di Calibano nella Tempesta di Henry Purcell.
Famose le sue interpretazioni di Leporello (Don Giovanni di Mozart), Bartolo (Il barbiere di Siviglia) e Baldassarre (La favorita, Donizetti).
Per un certo periodo di tempo fu maestro di canto della Regina Vittoria ed ebbe modo di scrivere un suo trattato di canto Méthode de chant (Metodo di canto), che non aggiunse nulla alla sua fama. Frederick, il figlio maggiore, fu anche lui cantante. La figlia sposò il pianista Sigismund Thalberg.
Nell'estate del 1857, si trovava da alcuni mesi a San Pietroburgo, alla corte di Alessandro II, quando iniziò a sentirsi male e gli fu diagnosticata una malattia incurabile. Lablache chiese all'Imperatore di potersi ritirare nella sua città natale, ove aveva intenzione di finire i suoi giorni. Prima di partire, fu nominato "Cantore dello Czar" e insignito dell'Ordine di Sant'Andrea.
Morì a Napoli, dopo tanti successi, all'inizio del 1858.

## Vocalità e personalità interpretativa
Voce di bellissimo timbro, piena, vigorosa, ma di limitata estensione vocale (sol1 - mi3). Come attore possedeva un'impressionante presenza scenica, aiutata dal fisico possente, e verve istrionica.

## Nella letteratura
Lablache è il cantante a cui Stendhal si ispirò per il personaggio di Geronimo, nel romanzo Il rosso e il nero (1830). La scelta del nome deriva dall'opera cimarosiana Il matrimonio segreto, in cui Lablache impersonò Geronimo con gran successo. È inoltre probabile che il romanziere avesse in mente il trionfo riportato da Lablache in quel ruolo al Théâtre-Italien a Parigi il 4 novembre 1830, quando accenna al trionfo di Geronimo.

## Citazioni da libri di fine Ottocento
Ippolito Valletta e Alfredo Soffredini, Il Secolo XIX nella vita e nella cultura dei popoli - La Musica, Edizioni Vallardi:
Francesco Regli, Dizionario Biografico dei più celebri poeti ed artisti melodrammatici, 1860:

## Ruoli creati
- Il Conte Arnoldo in Elisa e Claudio di Mercadante (30 ottobre 1821, Milano)
- Sulemano ne L'esule di Granata di Meyerbeer (12 marzo 1822, Milano)
- Claudio in Amleto di Mercadante (26 dicembre 1822, Milano)
- Erennio ne La Vestale di Pacini (6 febbraio 1823, Milano)
- Oswaldo in Costanzo ed Almeriska di Mercadante (22 novembre 1823, Napoli)
- Archeo ne Gl'italici e gl'indiani di Carafa (4 ottobre 1825, Napoli)
- Sallustio ne L'ultimo giorno di Pompei di Pacini (19 novembre 1825, Napoli)
- Filippo in Bianca e Gernando di Bellini (30 maggio 1826, Napoli)
- Amur in Elvida di Donizetti (6 luglio 1826, Napoli)
- Cabana in Amazilia di Pacini (1826, Milano)
- Anfione in Niobe di Pacini (19 novembre 1826, Napoli)
- Murena ne L'esule di Roma di Donizetti (1º gennaio 1828, Napoli)
- Birbof ne L'orfano della selva di Coccia (15 novembre 1828, Milano)
- Zarete ne Il paria di Donizetti (12 gennaio 1829, Napoli)
- Sigismondo ne Il giovedì grasso di Donizetti (26 febbraio 1829, Napoli)
- Orosmane in Zaira di Bellini (16 maggio 1829, Parma)
- Cristoforo Colombo ne Il Colombo di Ricci (27 giugno 1829, Parma)
- Darlemont ne I pazzi per progetto di Donizetti (7 febbraio 1830, Napoli)
- Noè ne Il diluvio universale di Donizetti (28 febbraio 1830, Napoli)
- Ircano in Sancia di Castiglia di Donizetti (4 novembre 1832, Napoli)
- Corrado di Tochenburgo in Gli Elvezi ossia Corrado di Tochenburgo di Pacini (12 gennaio 1833, Napoli)
- Alfonso in Fernando Duca di Valenza di Pacini (30 maggio 1833, Napoli)
- Eufemio in Irene, o l'assedio di Messina di Pacini (30 novembre 1833, Napoli
- Arnoldo ne La figlia dell'arciere di Coccia (12 gennaio 1834, Napoli)
- Sir Giorgio ne I puritani di Bellini (24 gennaio 1835, Parigi)
- Il ruolo del titolo in Marin Faliero di Donizetti (12 marzo 1835, Parigi)
- Danao in Ipermestra di Mercadante (29 dicembre 1835, Napoli)
- Massimiliano Moor ne I briganti di Mercadante (22 marzo 1836, Parigi)
- Eduardo III ne L'assedio di Calais di Donizetti (19 novembre 1836, Napoli)
- Il ruolo del titolo in Don Pasquale di Donizetti (3 gennaio 1843, Parigi)
- Massimiliano Moor ne I masnadieri di Verdi (22 luglio 1847, Londra)